# سوزان كاندل
سوزان كاندل (بالإنجليزية: Susan Kandel)‏ (31 أكتوبر 1961، لوس أنجلوس في الولايات المتحدة)؛ صحفية وروائية أمريكية.